# Донсјер
Донсјер (фр. Doncières) је насељено место у Француској у региону Лорена, у департману Вогези.
По подацима из 2011. године у општини је живело 147 становника, а густина насељености је износила 19,27 становника/km².

## Демографија
| 1962. | 1968. | 1975. | 1982. | 1990. | 2011. |
| ----- | ----- | ----- | ----- | ----- | ----- |
| 115   | 113   | 118   | 121   | 124   | 147   |